# Bill Nighy
William Francis Bill Nighy (/ naɪ /; n. 12 decembrie 1949, Caterham, Anglia, Regatul Unit) este un actor de film și actor de voce englez. A lucrat în teatru și televiziune înainte de primul său rol în 1981. A devenit celebru în televiziune jucând în The Men's Room⁠(d) în 1991, în rolul profesorului afemeiat Mark Carleton.
Nighy a obținut o faimă mondială pentru performanța sa ca Billy Mack in Love Actually. Alte roluri notabile în cinematografie includ reprezentarea lui Davy Jones în seria de filme Pirații din Caraibe, cât și a lui Viktor în seria de filme Lumea de dincolo.

## Filmografie
- Treisprezece la cină (1985)
- Fata din cafenea (2005)